# Lista de classes de submarinos
Esta é uma lista de classes de submarinos, ordenados por país. As marinhas de 46 estados operam submarinos.

## Argélia
- Classe Raïs Hadj Mubarek (Classe 877EKM Kilo)
- Raïs Hadj Slimane class (Classe  877EKM Kilo)
- 2 Project 636

## Argentina
Armada Argentina:
- Classe Santa Fe (Desativado)
- Classe Santa Fe (Desativado)
- Classe Santa Fe (Desativado)
- Classe Santa Cruz
- Classe Salta

## Austrália
Marinha Real Australiana:
- Classe Oberon (Desativado)
- Classe Collins (Classe 471)

## Bangladesh
Marinha de Bangladesh:
- Classe Ming (Classe 035/baseado no Romeo)[1]

## Brasil
Marinha do Brasil:
- Humaita (1927) - (Desativado)
- Classe Tupi (1937) - (Desativado)
- Classe Goiaz (GUPPY III) (Desativado)
- Classe Bahia (GUPPY II) (Desativado)
- Classe Humaita (Oberon) (Desativado)
- Classe Tupi (Classe 209/1400)
- Classe Tikuna (classe Tupi modificado) (Tipo 209/1400 modificado)
- Classe Riachuelo(S-BR) (Scorpéne) (Primeiro Submarino da Classe laçado ao mar em 2018)[2]
- SN Álvaro Alberto (SN-10) (Em desenvolvimento)

## Bulgária
- Classe Slava (Romeo adquirido da URSS)

## Canadá
Marinha Real do Canadá:
- Classe  Victoria
- Classe Oberon
- Classe Tench (desativado)
- USS Argonaut (SS-475)
- Classe Balao (desativado)
- Classe H (desativado)
- Classe CC (desativado)

## Chile
- Classe Capitan O'Brien
- Classe O'Brien (Oberon) (desativado)
- Classe Thomson (Classe 209/1400)
- Classe O'Higgins(Scorpène)

## República Popular da China
Marinha do Exército de Libertação Popular:
- Classe Tipo 03 (Whiskey) (desativado)
- Classe Tipo 031 (Golf) (SSB)
- Classe Tipo 033 (Romeo)
- Classe Wuhan
- Classe Ming(Classe 035/baseado no Romeo)
- Classe Kilo
- Classe Song (Classe 039)
- ClasseYuan (Classe 041)
- Classe Han (Classe 091) (SSN)
- Classe Xia (Classe 092) (SSBN)
- Classe Shang (Classe 093) (SSN)
- Classe Jin (Classe 094) (SSBN)

## Colômbia
- Classe Pijao (Classe 209/1200)
- Classe Intrepide

## Croácia
- Classe Una

## Dinamarca
Marinha Dinamarquesa:
- ClasseD (1926—1946)
- Classe H (1938—1950)
- Classe U  (1947—1959)
- Classe V (1947—1958)
- Classe Delfinen (1961—1990)
- Classe Narhvalen (Classe 205) (1970—2004)
- Classe Tumleren (Kobben/Classe 207) (1989—2004)
- Classe Kronborg (Näcken) (2001—2004)

## Equador
- Classe Shyri  (Classe 209/1300)

## Estônia
Classe Kalev
- EML Kalev
- EML Lembit

## Egito
- Classe Romeo
- Submarino tipo 209

## Finlândia
Marinha da Finlândia:
- Vesikko(Segunda Guerra Mundial)
- Saukko(Segunda Guerra Mundial)
- Vetehinen(Segunda Guerra Mundial)

## França
Marinha Nacional da França:
- Ver a lista de submarinos da França

## Alemanha
Kriegsmarine:
- U-boat tipo I
- U-boat tipo II
- U-boat tipo VII
- U-boat tipo IX
- U-boat tipo X
- U-boat tipo XIV
- U-boat tipo XVII
- U-boat tipo XVIII
- U-boat tipo XXI
- U-boat tipo XXIII

Marinha Alemã:
- Classe Tipo 240 (Tipo XXXIII) (desativado)
- Classe Tipo 241 (Tipo XXI) (desativado)
- Classe Tipo 201 (desativado)
- Classe Tipo 202 (desativado)
- Classe Tipo 205 (desativado)
- Classe Tipo 206A (desativado)
- Classe Tipo 212A

Modelos de exportação:
- Classe Classe Gal
- Classe 207(Kobben)
- Classe 209
- Classe TR-1700
- Classe 210 (Ula)
- Classe Dolphin
- Classe Classe 214

## Grécia
Marinha da Grécia
- Classe Katsonis
- Classe Protefs

Marinha da Grécia:
- Classe Glavkos (Classe 209/1100)
- Classe Poseidon(Classe 209)
- Classe Katsonis (Classe 214)

## Índia
Marinha Indiana:
- Classe Foxtrot
- Classe Shishumar (Classe 209)
- Classe Sindhughosh (Kilo)
- Classe Scorpène
- Classe Akula
- Classe Arihant

## Indonésia
Marinha Indonésia:
- Whiskey desativado
- Classe Cakra (Classe 209/1300)
- Classe Chang Bogo (Classe 209/1400)

## Irã
Marinha do Irã:
- Classe Tareq (Kilo)
- SSI
- Classe Ghadir
- Classe Fateh
- Classe Nahang
- Classe Ghaaem
- Classe Yugo

## Israel
Marinha de Israel:
- Classe Gal
- Classe Dolphin

## Itália
Ver Lista de submarinos da Regia Marina Italiana
Regia Marina:
- Classe Balilla
- Classe Medusa
- Classe  Laurenti
- Classe  Cavallini
- Classe  Archimede
- Classe 600 Serie Adua
- Classe  Marcello
- Classe  Marconi
- Classe  Fieramosca
- Classe  Glauco
- Classe Brin
- Classe Foca

Marinha Italiana:
- Classe Toti (desativado)
- Classe Nazario Sauro
- Classe Salvatore Pelosi
- Classe Primo Longobardo
- Classe Salvatore Todaro (Classe 212A)

## Japão

### Marinha Imperial Japonesa
- Classe Ko-hyoteki
- Classe KD1
- Classe KD2
- Classe KD3
- Classe KD4
- Classe KD5
- Classe KD6
- Classe KD7
- Classe J1
- Classe J2
- Classe J3
- Classe C1
- Classe C2
- Classe C3
- Classe A1
- Classe A2
- Classe A Modificada
- Classe B1
- Classe B2
- Classe B3
- Classe Sen Toku
- Classe Kaichu
- Classe  Kaisho
- Classe Sen Taka'
- Classe KRS
- Classe D1
- Classe D2
- Classe Sen Ho
- Classe Sen Ho Sho
- Classe LA

### Força Marítima de Autodefesa do Japão
- Classe Gato:Kuroshio
- Oyashio (SS-511)
- Classe Hayashio
- Classe Natsushio
- Classe Oshio
- Classe Uzushio
- Classe Yushio
- ClasseHarushio
- Classe Asashio
- Classe Oyashio
- Classe Sōryū

## República da Coreia
Marinha da Coreia do Sul:
- Classe Chang Bogo (Classe 209)
- Classe Son Won-il (Classe 214)

## Coreia do Norte
Exército Popular da Coreia:
- Classe Whiskey (desativado?)
- Classe Romeo
- Classe Sang-O
- Classe Yugo(minissubmarino)
- Classe Sinpo

## Líbia
- Foxtrot (não operacional)

## Malásia
Marinha Real da Malásia:
- Classe Perdana Menteri (Scorpène)
- Classe Agosta 70 (desativado)

## Países Baixos
Ver a lista de submarinos dos Países Baixos
Marinha Real Neerlandesa:
- Classe K XI (desativado)
- Classe Walrus (antigo)  (GUPPY IB) (desativado)
- Classe Zwaardvis (antigo) (Classe T) (desativado)
- Classe Dolfijn (desativado)
- Classe Potvis (Dolfijn melhorado) (desativado)
- Classe Zwaardvis (desativado)
- Classe Walrus

Ver também: Dutchsubmarines.com

## Noruega
Marinha Real da Noruega:
- Kobben (1909–1933)
- Classe A (1913–1940)
- Classe B (1922–1946)
- Classe U (1941–1943)
- Classe V (1949-196X)
- Classe K (1949-196X)
- Kobben / Classe 207 (1964–2003)
- Ula / Classe 210

## Peru
- Classe Abato (desativado)
- Classe Casma (Classe 209/1200)

## Polônia
Marinha da Polônia:
- Classe Orzeł (desativado)
- Classe Wilk (desativado)
- Classe Whiskey (desativado)
- Classe Foxtrot (desativado)
- Classe Kilo
- Classe Kobben / Classe 207

## Portugal
Marinha Portuguesa:
- Classe Albacora (Daphné) (desativada)
- Classe 209mod (2014P)

## Romênia
- Classe Delfinul (Kilo)
- Classe Dalfinul (Segunda Guerra Mundial)
- Classe Rechinul
- Classe Marsuinul
- Classe CB

## Rússia (eUnião Soviética)
Marinha Soviética e Marinha da Rússia:
- Ver a Lista de classes de submarinos russos e soviéticos

## Singapura
Marinha da República da Singapura:
- Classe Challenger
- Classe Archer

## África do Sul
Marinha da África do Sul:
- Classe Maria van Riebeeck/Spear (Daphné)
- Heroine class Classe 209/1400-mod

## Espanha
Armada Espanhola:
- Classe Peral
- Classe Isaac Peral (Laurenti)
- Classe A (Holland)
- Classe B (Holland F-105)
- Classe C (Holland F-105F)
- Classe D
- Classe General Mola (Archimede)
- Classe G (Tipo VII C)
- Classe Foca(Versão espanhola do Seehund)
- Classe Tiburón
- Classe Almirante García de los Reyes (Balao)
- Classe Serie 30 (Guppy IIA)
- Classe Delfín (Daphné)
- Classe Galerna (Agosta)
- Classe S-80 (em construção)

Modelos de exportação:
- Classe Gür (E)
- Classe Scorpène

## Suécia
Marinha Real Sueca:
- Classe Hajen
- Classe Draken
- Classe Sjöormen
- Classe Näcken (Classe A-14)
- Classe Västergötland (Classe A-17)
- Classe Södermanland
- Classe  Gotland (Classe A-19)

## Taiwan
Marinha da República da China
- Classe Hai Lung (Classe Zwaardvis)
- Classe Hai Shih (Classe Tench)

## Tailândia
Marinha Real Tailandesa
- Classe Matchanu - 1938-1951

## Turquia
Marinha da Turquia:
- Classe Atilay (Classe 209/1200)
- Classe Preveze (Classe 209T1/1400)
- Classe Gur (Classe 209T2/1400)
- Classe 214TN

## Reino Unido
Marinha Real Britânica:
- Classe Holland
- Classe A
- Classe B
- Classe C
- Classe D
- Classe E
- Classe F
- Classe G
- Classe H
- Classe J
- Classe L
- Classe K
- Classe M
- Classe Nautilus
- Classe R
- HMS X1
- Classe Odin
- Classe Parthian
- Classe Rainbow
- Classe S
- Classe River
- Classe Grampus
- Classe T
- Classe U
- Classe P611
- Classe V
- Classe Amphion
- HMS Meteorite
- Classe Explorer
- Classe Stickleback(Minissubmarino)
- Classe Porpoise
- Classe Oberon
- HMS Dreadnought (S101)
- Classe Valiant
- Classe Resolution
- Classe Churchill
- Classe Swiftsure
- Classe Trafalgar
- Classe Upholder
- Classe Vanguard
- Classe Astute

## Estados Unidos
Ver a lista de classes de submarinos dos Estados Unidos

## Ucrânia
Marinha Ucraniana:
- Classe Kherson (Foxtrot)

## Venezuela
- Classe Sabalo (Classe 209/1300)

## Vietnã
- Classe Kilo
- Classe Yugo

## Iugoslávia
- Classe Hrabri
- Classe Osvetnik
- Classe Sutjeska
- Classe Sava
- Classe Heroj
- Classe Una